# Julien Rassam
Pour les articles homonymes, voir Langmann et Rassam.
Julien Rassam — nom de scène de Julien Thomas Henri Langmann — est un acteur français, né à Neuilly-sur-Seine le 14 juin 1968 et mort à Paris 4e le 3 février 2002.

## Biographie
Il est le fils du réalisateur et producteur Claude Berri et d'Anne-Marie Rassam – qui était d'origine libanaise —, le frère aîné du producteur et acteur Thomas Langmann, le cousin du producteur Dimitri Rassam, et le neveu de la monteuse et scénariste Arlette Langmann, et des producteurs Jean-Pierre Rassam et Paul Rassam.
En 1991, il tient le rôle principal dans Albert souffre, de Bruno Nuytten. L'année suivante, son rôle dans L'Accompagnatrice de Claude Miller lui vaut d'être nommé au César du meilleur espoir masculin.
En 1992, il reçoit le prix du jury pour la réalisation de son court métrage Jour de colère au Festival Premiers Plans d'Angers.
En 1994, il interprète le rôle du duc d'Alençon dans La Reine Margot, de Patrice Chéreau.
Il était toxicomane. En 1998, sous les yeux de sa petite amie de l'époque, Marion Cotillard, il tombe d'une fenêtre du troisième étage de l'hôtel Raphael à Paris. Laissé tétraplégique par sa chute, il se donne la mort le 3 février 2002,.
Il repose au cimetière de Montfort-l'Amaury dans la même sépulture que sa mère, Anne-Marie Rassam (née en 1944), qui, elle aussi, s'était défenestrée en 1997, depuis l'appartement de la mère d'Isabelle Adjani – une sépulture dans laquelle repose également son oncle, Jean-Pierre Rassam, mort accidentellement d'une surdose médicamenteuse, en 1985.
En 2005, son père Claude Berri écrit et réalise comme « thérapie » L'un reste, l'autre part, un film à consonances autobiographiques, où le personnage principal doit apprendre à vivre avec son fils désormais handicapé (handicap expliqué dans ce film par un accident de moto et non une défenestration).

## Filmographie

### Cinéma
- 1972 : Sex-shop de Claude Berri : non crédité
- 1974 : Le Mâle du siècle de Claude Berri : Julien
- 1992 : Jour de colère, court métrage de Julien Rassam
- 1992 : L'Accompagnatrice de Claude Miller : Benoit Weizman
- 1992 : Albert souffre de Bruno Nuytten : Albert
- 1993 : Nulle part, moyen métrage de Laetitia Masson
- 1993 : Il ne faut jurer de rien, court métrage de Julien Cunillera : Francis
- 1993 : Yalla yaana, court métrage de Moussa Sène Absa
- 1994 : La Reine Margot de Patrice Chéreau : Alençon
- 1995 : Tout un cinéma, court métrage d'Alexis Miansarow : le jeune homme
- 1997 : Le Poulpe de Guillaume Nicloux : le travesti
- 1997 : Le Secret de Polichinelle de Franck Landron : Julien
- 1999 : Furia d'Alexandre Aja : un résistant

### Télévision
- 1991 : Maigret, série télévisée, épisode Maigret et l'Homme du banc d'Étienne Périer : Lecœur
- 1994 : Portrait d'une jeune fille de la fin des années 60 à Bruxelles, téléfilm de Chantal Akerman de la collection Tous les garçons et les filles de leur âge : Paul

## Distinctions

### Récompense
- Festival Premiers Plans d'Angers 1992 : prix du jury pour la réalisation de son court métrage Jour de colère[6]

### Nomination
- César du cinéma 1993 : nommé pour le César du meilleur espoir masculin pour L'Accompagnatrice[5]